# Flubromazolam
Il flubromazolam è uno psicofarmaco appartenente alla categoria delle triazolobenzodiazepine, noto per i suoi effetti molto potenti.
Su questo farmaco, sono state sollevate preoccupazioni sul fatto che esso può comportare rischi comparativamente più elevati rispetto ad altre designer drug, a causa della sua capacità di produrre forte sedazione e amnesia a dosi orali di appena 0,5 mg. Sono state osservate reazioni avverse pericolose per la vita a dosi di soli 3 mg di flubromazolam.